# Итомины
Итомины (лат. Ithomiini) — триба бабочек из семейства нимфалид (Nymphalidae) и подсемейства данаид (Danainae). Некоторые авторы рассматривают эту трибу как отдельное подсемейство (Ithomiinae). Бабочки распространены исключительно в неотропике, встречаются во влажных лесах на высоте до 3000 м над уровнем моря. Ареал от юго-запада Соединённых Штатов до Аргентины. Триба включает в себя около 370 видов в 40-45 родах.

## Биология
Представители этой трибы ядовиты, так как имаго питаются растениями семейств астровых (Asteraceae) и бурачниковых (Boraginaceae), содержащими в себе алкалоид пирролизидин, который взрослые насекомые способны накапливать в своих тканях. Гусеницы итомин питаются преимущественно на представителях семейства паслёновых (Solanaceae). Различить взрослых итомин возможно по жилкованию задних крыльев, у самца на них имеются андрокониальные чешуйки.

## Классификация
Триба Ithomiini Godman & Salvin, 1879
- Подтриба Tithoreina Fox, 1940 
  - Elzunia Bryk, 1937
  - Tithorea Doubleday, 1847 (= Hirsutis Haensch, 1909)
  - Aeria Hübner, 1816
- Подтриба Melinaeina Clark, 1947
  - Athesis Doubleday, 1847 (= Roswellia Fox, 1948)
  - Eutresis Doubleday, 1847
  - Athyrtis Felder & Felder, 1862
  - Paititia Lamas, 1979
  - Olyras Doubleday 1847
  - Patricia Fox, 1940
  - Melinaea Hübner, 1816  (= омоним Melinaea Bates, 1862; = Czakia Kremky, 1925)
- Подтриба Mechanitina Bar, 1878
  - Methona Doubleday, 1847 (= Gelotophye d’Almeida, 1940)
  - Thyridia Hübner, 1816 (= Xanthocleis Boisduval, 1870; = Aprotopus Kirby, 1871; = Aprotopos Kirby, 1871)
  - Scada Kirby, 1871 (= омоним Salacia Hübner, 1823; = Heteroscada Schatz, 1886)
  - Sais Hübner, 1816
  - Forbestra Fox, 1967
  - Mechanitis Fabricius, 1807 (= омонм Nereis Hübner, 1806; = недействительное название Hymenitis Illiger, 1807; = Epimetes Billberg, 1820)
- Подтриба Napeogenina Bates, 1862
  - Aremfoxia Réal, 1971
  - Epityches d’Almeida, 1938 (= омоним Tritonia Geyer, 1832)
  - Hyalyris Boisduval, 1870 (= Oreogenes Stichel, 1899)
  - Napeogenes Bates 1862 (= омоним Ceratonia Boisduval, 1870; = Choridis Boisduval, 1870)
  - Hypothyris Hübner, 1821 (= Mansueta d’Almeida, 1922; = Pseudomechanitis Röber, 1930; = Garsauritis d’Almeida, 1938; = Rhodussa d’Almeida, 1939)
- Подтриба Ithomiina Godman & Salvin, 1879
  - Placidina d’Almeida, 1928 (= Placidula d’Almeida ,1922)
  - Pagyris Boisduval, 1870 (= Miraleria Haensch, 1903)
  - Ithomia Hübner, 1816 (= Dynothea Reakirt, 1866)
- Подтриба Oleriina
  - Megoleria Constantino, 1999
  - Hyposcada Godman & Salvin, 1879
  - Oleria Hübner 1816 (= Leucothyris Boisduval, 1870; = Ollantaya Brown & Freitas, 1994)
- Подтриба Dircennina d’Almeida, 1941
  - Ceratinia Hübner 1816 (= Calloleria Godman & Salvin, 1879; = Epileria Rebel, 1902; = Teracinia Röber, 1910)
  - Callithomia Bates 1862 (= Cleodis Boisduval, 1870; = Epithomia Godman & Salvin, 1879; = Corbulis Boisduval, 1870; = Leithomia Masters, 1973)
  - Dircenna Doubleday, 1847
  - Hyalenna Forbes, 1942
  - Episcada Godman & Salvin, 1879 (= Ceratiscada Brown & d’Almeida, 1970; = Prittwitzia Brown, Mielke & Ebert, 1970)
  - Haenschia Lamas 2004
  - Pteronymia Butler & Druce, 1872 (= Ernicornis Capronnier, 1874; = Parapteronymia Kremky, 1925; = Talamancana Haber, Brown & Freitas, 1994)
- Подтриба Godyridina
  - Velamysta Haensch, 1909
  - Godyris Boisduval, 1870 (= Dismenitis Haensch, 1903; = Dygoris Fox, 1945)
  - Veladyris Fox, 1945
  - Hypoleria Godman & Salvin, 1879 (= омоним Pigritia d’Almeida, 1922; = омоним Pigritina Hedicke, 1923; = омоним Heringia d’Almeida, 1924)
  - Brevioleria Lamas, 2004
  - Mcclungia Fox, 1940
  - Greta Hemming, 1934 (= омоним Hymenitis Hübner 1819; = Hypomenitis Fox, 1945)
  - Heterosais Godman & Salvin, 1880 (= Rhadinoptera d’Almeida, 1922)
  - Pseudoscada Godman & Salvin, 1879 (= Languida d’Almeida, 1922)